# William Martínez
William Martínez   (Pueblo Victoria, 13 de gener de 1928 - 28 de desembre de 1997) fou un futbolista uruguaià de la dècada de 1950.
Fou 54 cops internacional amb la selecció de l'Uruguai amb la qual participà a tres Mundials.
Pel que fa a clubs, defensà els colors de Rampla Juniors i CA Peñarol, com a principals clubs.